# Zaśniad groniasty
Zaśniad groniasty (łac. mola hydatidosa, hydatis – kropla wody) – niezłośliwa postać ciążowej choroby trofoblastycznej. Zaśniad groniasty powstaje w wyniku nieprawidłowego zapłodnienia komórki jajowej, która implantuje się i proliferuje w macicy. Wyróżnia się zaśniad groniasty całkowity i częściowy. W rzadkich przypadkach może rozwijać się jednocześnie zaśniad i normalny, żywy płód. W takiej sytuacji, przy zapewnieniu odpowiedniego nadzoru, często możliwe jest usunięcie zaśniadu i urodzenie dziecka.
Częstość występowania wynosi około 1 na 1000 ciąż w Stanach Zjednoczonych i Europie, a w zachodniej Afryce i południowo-wschodniej Azji częstość sięga 1 na 100 (przykładowo w Indonezji).

## Zaśniad groniasty całkowity

### Patogeneza
Zaśniad całkowity powstaje w wyniku zapłodnienia pustej (pozbawionej matczynego materiału genetycznego) komórki jajowej przez 1 lub 2 plemniki, w większości przypadków obserwuje się kariotyp 46,XX ale także 46XY gdyż materiał genetyczny pochodzący od ojca ulega duplikacji po zapłodnieniu. Możliwy jest również kariotyp 23X .
Dochodzi do nieprawidłowego rozwoju łożyska. Macica zawiera masy tkanki trofoblastycznej pod postacią pęcherzyków, z obrzękiem podścieliska, o typowym makroskopowym obrazie przypominającym kiść winogron. Stwierdza się także torbiele tekaluteinowe, które często osiągają duże rozmiary (skutek hipersekrecji hCG). Nigdy nie stwierdza się błon płodowych pozałożyskowych ani płodu.

### Objawy
U pacjentki występują objawy poronienia zagrażającego lub niezupełnego – pierwszym jest zwykle krwawienie z dróg rodnych w czwartym lub piątym miesiącu ciąży. Macica jest większa niż wskazuje wiek ciążowy. Występują nasilone wymioty, zaśniad predysponuje też do wczesnej gestozy.

### Diagnostyka
Charakterystyczny jest obraz zamieci (burzy) śnieżnej w USG (może nie występować w I trymestrze ciąży), a w badaniach biochemicznych wysoki poziom hCG  (powyżej normy).

## Zaśniad groniasty częściowy

### Patogeneza
Zaśniad częściowy powstaje w wyniku zapłodnienia komórki jajowej przez 2 plemniki, kariotyp płodu jest triploidalny, materiał genetyczny pochodzi od ojca i matki, powszechne są wady rozwojowe.
W zaśniadzie groniastym częściowym macica zawiera fragmenty rozrostu trofoblastycznego z obrzękiem podścieliska, wśród których może być obecny zwykle nieżywy płód.

### Objawy
Zaśniad częściowy objawia się jak poronienie niedokonane.

### Diagnostyka
W USG widać część prawidłowego łożyska oraz pola przypominające "zamieć śnieżną", charakterystyczne dla zaśniadu groniastego całkowitego. Zaśniad częściowy rzadko przechodzi w przetrwałą chorobę trofoblastyczną.

## Zaśniad inwazyjny
Inwazyjna postać zaśniadu groniastego cechuje się zwykle miejscowym naciekaniem mięśnia macicy z uszkodzeniem naczyń. Występują ogniska krwotoczne.

## Leczenie
Zaśniad usuwa się chirurgicznie przez łyżeczkowanie jamy i kanału szyjki macicy, co daje około 80% szans na wyleczenie w przypadku zaśniadu całkowitego i 95% – częściowego. Obowiązuje badanie histopatologiczne wszystkich tkanek wydalonych samoistnie i wydobytych z dróg rodnych. W przypadku kobiet nie planujących więcej ciąż do rozważenia pozostaje histerektomia.
Od 2,5% do 4% zaśniadów ulega transformacji złośliwej do kosmówczaka. Zależnie od kwalifikacji do grupy ryzyka wdraża się monoterapię metotreksatem bądź terapię wielolekową według schematu EMA/CO (etopozyd, metotreksat, aktynomycyna D, cyklofosfamid, winkrystyna).

## Klasyfikacja ICD10
| kod ICD10     | nazwa choroby                              |
| ------------- | ------------------------------------------ |
| ICD-10: O01   | Zaśniad groniasty                          |
| ICD-10: O01.0 | Klasyczny zaśniad groniasty                |
| ICD-10: O01.1 | Niezupełny lub częściowy zaśniad groniasty |
| ICD-10: O01.9 | Zaśniad groniasty, nieokreślony            |